# また明日... (JUJUの曲)
「また明日...」（またあした…）は、JUJUの17枚目のシングル。2011年6月1日にソニー・ミュージックアソシエイテッドレコーズから発売された。

## 概要
「この夜を止めてよ」以来となるドラマタイアップ。ビーイング・チバテレビ『MUSIC FOCUS』10月度オープニングテーマとしても起用された。シングルでは2作ぶり通算4作目となるオリコンチャートTOP10入りを果たした。初登場でのTOP10入りは2009年発売の「明日がくるなら」以来となる。

## 収録曲
1. また明日... [5:37]
作詞：牧穂エミ、作曲：大河内航太、編曲：亀田誠治
関西テレビ・フジテレビ系ドラマ『グッドライフ〜ありがとう、パパ。さよなら〜』主題歌。
2. Love again [4:16]
作詞：JUJU、作曲：Jeff Miyahara、編曲：林田裕一
関西テレビ・フジテレビ系『グータンヌーボ』2011年7月度～9月度エンディングテーマ。
3. You've Got A Friend [4:58]
作詞・作曲：キャロル・キング、編曲：松浦晃久
4. また明日... -Instrumental-

## カバー
また明日...
- シェネル（2014年、カバーアルバム『ラブ・ソングス2』）